# Утраченные иллюзии
«Утра́ченные иллю́зии» (фр. Illusions perdues) — роман Оноре де Бальзака из цикла «Человеческая комедия». Является одним из самых длинных романов в цикле. Посвящён Виктору Гюго. Для многих, в том числе для Марселя Пруста, эта книга является также лучшим романом Бальзака. Роман был опубликован в трёх частях между 1836 и 1843 годами: «Два поэта», «Провинциальная знаменитость в Париже» и «Страдания изобретателя». Роман охватывает широкий спектр морально-этических проблем и является частью «Сцен провинциальной жизни».
На написание романа Бальзак был  вдохновлён собственным опытом работы в качестве писателя, главным героем он выводит Люсьена Шардона де Рюбампре, молодого и тщеславного провинциала. Люсьен проходит через несчастья и лишения, происходящие вследствие непростительных ошибок, превращаясь то в героя, то в антигероя при постоянно усиливающемся противоречии с двумя добродетельными кругами: семьёй Люсьена и кружком д’Артеза, состоящим из действительно великих людей, сталкивается с литературным миром и журналистикой и со всеми подводными камнями и течениями этих миров, и играет роковую роль не только в своей собственной судьбе, но и в судьбе своей семьи и близких людей.

## Сюжет
Роман состоит из трёх частей, действие которых происходит во времена Реставрации:
Два поэта
Это самая короткая часть, описывающая жизнь в Ангулеме. Давид Сешар, сын типографа, предан глубокой дружбе с девятнадцатилетним Люсьеном Шардоном де Рюбампре, молодым красивым поэтом. Отец Давида (типичный скряга, чинящий препятствия для сына) продаёт ему свою типографию на очень невыгодных для того условиях. Не имея склонности к коммерции, Давид кое-как сводит концы с концами, продолжая дело отца. Спустя некоторое время после покупки типографии он женится на сестре Люсьена, Еве Шардон, красивой и умной девушке. Люсьен знакомится с немолодой дворянкой, Луизой де Баржетон, пишет для неё несколько сонетов, она же видит в нём талантливого поэта, воображая себя Лаурой, а его Петраркой. Луиза представляет поэта дворянству Ангулема и влюбляется в него. Эта любовь между талантливым и неопытным молодым человеком и замужней женщиной, которая старше его по возрасту, предстаёт в совершенно средневековом духе рыцарского романа, где герой поверив в иллюзии, более или менее сознательно, постепенно их теряет. Таков смысл названия романа «Утраченные иллюзии». В конце концов, Люсьен бежит со своей покровительницей в Париж, чтобы продолжить карьеру.
Провинциальная знаменитость в Париже
Это самая длинная из трёх частей романа. Люсьен, прибывший в Париж, предстаёт довольно убогим по сравнению с элегантностью парижан. Бедный и не знакомый с нравами столицы, он покрывает себя насмешками в опере, вырядившись слишком вычурно и безвкусно, а мадам де Баржетон тут же отказывается от него, не желая портить своей репутации. Его попытки опубликовать свои книги окончились неудачей. Он знакомится с Даниэлем д’Артезом, либеральным философом, собравшим вокруг себя общество молодых людей, разных по политическим воззрениям и профессиям, которые разделяют дружбу и совершенно аскетическую жизнь на службе искусства или науки. Люсьен участвует в Кружке некоторое время. Но, слишком нетерпеливый для долгого труда над одним литературным произведением, он уступает искушению журналистики и мгновенного успеха. Люсьен подписывает свои статьи как Рюбампре (девичья фамилия его матери, последней представительницы древнего дворянского рода). Он влюбляется в молодую актрису Корали и ведёт жизнь в роскоши. Его амбиции приводят к увлечению политикой, он переходит на сторону роялистов, покидая либеральную газету и надеясь на королевский указ о наделении его дворянским титулом. Это весьма неправильный поступок в мире журналистики: старые друзья яростно критикуют его, а новые коллеги его не поддерживают. Он становится причиной смерти Корали, которая из-за нужды вынуждена обратиться за помощью к своему старому покровителю Камюзо. Люсьен, не имея средств к существованию, гонимый кредиторами, врагами и бывшими друзьями, пешком возвращается в Ангулем просить помощи у Давида (на чьё имя он тайно выписал векселя на три тысячи франков).
Страдания изобретателя (впервые опубликовано под заголовком «Ева и Давид»)
Давид, не заинтересованный в бизнесе, близок к разорению. Тем не менее, ему удаётся выжить благодаря преданности и любви к жене, Еве, красавице сестре Люсьена. Он ищет секретный способ производства бумаги, более низкой цены, но лучшего качества. После многих экспериментов Давиду удалось найти способ, который он давно искал, но братьям Куэнте, владельцам другой типографии, конкурирующим с Давидом, тем временем удалось разорить его с помощью своего шпиона Серизе, работавшего наборщиком в типографии Давида, и стряпчего Пти-Кло, используя вексель, который Люсьен выписал в Парижие, подделав подпись Давида. 
Давида арестовывают и сажают в тюрьму. Люсьен, чувствуя ответственность за беды зятя, решает покончить жизнь самоубийством. Но, перед тем как броситься в реку, он встречает таинственного испанского аббата, Карлоса Эррера, который замечает его и препятствует утопиться. Он предлагает поэту деньги, успех и месть при условии, что тот будет слепо подчиняться. Люсьен принимает сделку и тут же отправляет необходимую сумму Давиду, чтобы он мог выйти из тюрьмы, а сам уезжает в Париж со странным священником.
Давид заключает невыгодное соглашение с братьями Куэнте на использование своего изобретения, так и не принёсшего ему желанного богатства. Ева и Давид покупают поместье в сельской местности, в деревушке Марсак, и живут просто, но счастливо, воспитывая двух сыновей и дочь.

## Персонажи
- Люсьен Шардон, поэт, журналист
- Ева Шардон, сестра Люсьена, жена Давида
- Давид Сешар, изобретатель
- Г-жа де Баржетон, покровительница Люсьена
- Корали, актриса, возлюбленная Люсьена
- Братья Куэнте, типографы
- Папаша Сешар, отец Давида
- Пти-Кло, стряпчий
- Марион, работница
- Серизе, наборщик типографии
- Матифа,покровитель Флорины
- Флорина,актриса,подруга Корали
- Камюзо,покровитель Корали

### Содружество де Бальзака
- Даниэль д’Артез, писатель, лидер Содружества
- Жан-Жак Бисиу, карикатурист
- Орас Бьяншон, доктор
- Жозеф Бридо, живописец
- Мишель Кретьен, поэт и политик
- Леон Жиро, философ
- Луи Ламбер, гениальный учёный

### Журналисты
- Рауль Натан, поэт
- Мельхиор де Каналис, поэт
- Этьен Лусто, редактор газеты
- Эмиль Блонде, писатель
- Андош Фино, редактор газеты

## Издания на русском
Переводился несколько раз:
- Провинцияльный Байрон.-- «Б-ка для чтения», 1837, т. 21, отд. 2, с. 85-148.
- Погибшие мечты. Роман. [Пер. не указан].-- «Сев. вестник», 1887, (прилож.), No 1, с. 1—32; No 2, с. 33-86; No 3, с. 87—110; No 4, с. 111—142; No 6, с. 143—206; No 7, с. 207—238; No 8, с. 239—263. Первый полный перевод романа «Утраченные иллюзии».
- Погибшие мечтанья. Роман. Пер. Д. В. Аверкиева.-- «Вестн. иностр. литературы», 1892, No 1, с. 185—331; No 2, с. 229—330; No 3, с. 141—238; No 4, с. 133—212; No 5, с. 137—216; No 6, с. 171—252; No 7, с. 173—254; Погибшие мечтанья. Пер. Д. В. Аверкиева. Ч. 1—2. СПб., Пантелеев, 1898. 2 т. (Бальзак О. Собр. соч. В 20-ти т. Т. 10—11). Ч. 1. 382 с. Ч. 2. 164 с.
- Утраченные иллюзии. Пер. И. Б. Мандельштама. [Предисл. В. С.]. Л., «Academia», 1930. XII, 910 с.
- Утраченные иллюзии. Вступит. статья Г. Лукача. Лит. коммент. Б. Грифцова. Илл. воспроизведены с гравюр на дереве П. Гюсмана по рис. Ш. Гюара. М.-Л., «Academia», 1937. XXVIII, 863 с.
- Утраченные иллюзии. Ч. 1. Два поэта. Пер. И. Татариновой.-- Ч. 2. Провинциальная знаменитость в Париже. Пер. И. Яковлевой. Ч. 3. Страдания изобретателя. Пер. М. Казас. М., Гослитиздат, 1946. 668 с. (Бальзак О. Собр. соч. [Под общ. ред. А. В. Луначарского и Е. Ф. Корша]. Т. 5); Утраченные иллюзии. Пер. И. Татариновой, Н. Яковлевой, М. Казас. Лит. коммент. Б. Грифцова. Примеч. Е. Корша. М., Гослитиздат, 1946. 669 с.
- Утраченные иллюзии. [Пер. Н. Яковлевой]. М., Гослитиздат, 1950. 600 с.; Утраченные иллюзии. Пер. Н. Яковлевой. [Пер. под ред. А. Федорова]. М., Гослитиздат, 1953. 664 с. (Бальзак О. Собр. соч. В 15-ти т. Т. 6.); Утраченные иллюзии. [Пер. Н. Яковлевой. Под ред. А. Федорова. Предисл. и примеч. Я. Лесюка]. М., Гослитиздат, 1957. 662 с.; Утраченные иллюзии. [Пер. Н. Яковлевой]. Алма-Ата, Казгослитиз дат, 1957. 491 с.; Утраченные иллюзии. Ч. 1. Два поэта. Пер. Н. Яковлевой.-- В кн.: Бальзак О. Собр. соч. В 24-х т. Т. 8. Человеческая комедия. Этюды о нравах. Сцены провинциальной жизни. [Ред. М. В. Вахтерова, М. Н. Черневич, Б. С. Вайсман]. М, 1960, с. 286—426; Утраченные иллюзии. 2. Провинциальная знаменитость в Париже. 3. Страдания изобретателя. Пер. Н. Яковлевой. [Ред. В. С. Вайсман]. М, «Правда», 1960. 508 с. (Бальзак О. Собр. соч. В 24-х т. Т. 9).

Инсценировка:
- Утраченные иллюзии. Драма в 4-х д., 10-ти карт. Н. Венкстерн по мотивам одноименного романа О. Бальзака. Стихи в пер. В. Левика. М., ВУОАП, 1956. 112 с.